# الکساندر سامسنوف
الکساندر واسیلیویچ سامسنوف (روسی: Алекса́ндр Васи́льевич Самсо́нов؛ 14 نوامبر [سبک قدیمی: 2 نوامبر] 1859 – 30 اوت [سبک قدیمی: 17 اوت] 1914) یک افسر حرفه ای در سواره نظام ارتش امپراتوری روسیه و یک ژنرال در طول جنگ روسیه و ژاپن و جنگ جهانی اول بود. وی فرمانده ارتش دوم روسیه بود که توسط ارتش هشتم آلمان در نبرد تاننبرگ، یکی از نبردهای ابتدایی جنگ جهانی اول، محاصره شده و شکست خورد. ژنرال سامسنوف در حالی که به دلیل از دست دادن ارتش تحت فرمان خود بسیار سرافکنده بود، هنگام عقب‌نشینی از میدان جنگ دست به خودکشی زد.

## نبرد تاننبرگ

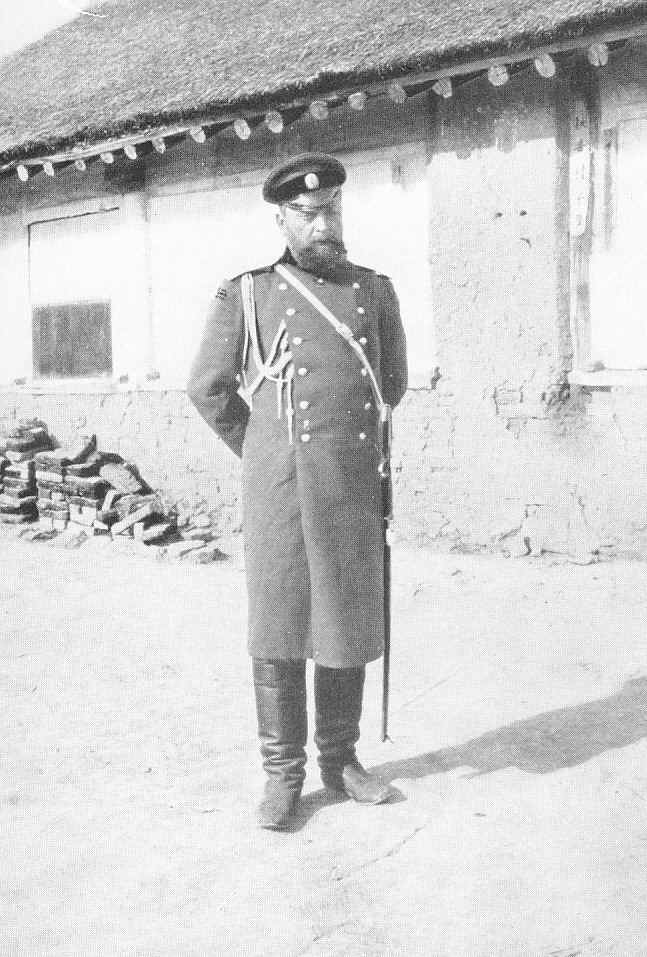
ژنرال سامسنوف در اوایل جنگ جهانی اول

ژنرال رننکمپف و ارتش اول روسیه اولین کسانی بودند که با ارتش هشتم آلمان روبرو شدند و در نبرد گومبینن پیروز شدند. این شکست باعث شد تا فرماندهی عالی آلمان، ژنرال فون پریتویتس و رئیس ستاد وی را برکنار کند و ژنرال (بعدها فیلد مارشال) پل فون هیندنبورگ و ژنرال اریش لودندورف را جایگزین آنها کند. زمانی‌که هیندنبورگ و لودندورف به جبهه شرقی رسیدند؛ تصمیم گرفتند با تمام قوای ارتش هشتم به نیروهای پیشروی سامسنوف حمله کنند. فون هیندنبورگ و لودندورف با رهگیری ارتباطات بی‌سیم روس‌ها، که نشان می‌داد رننکمپف و ارتش اول روسیه نمی‌توانند به موقع برای کمک به ارتش دوم روسیه در نبرد از پیش طراحی شده طبق نقشه آلمان‌ها برسند؛ همچنین با رهگیری دستور صادر شده از سوی سامسنوف مبنی بر حرکت نیروهای تحت فرمانش به سوی آلمان‌ها، بر اجرای این تصمیم خود مصمم شدند. ارتش‌های روسیه و آلمان در تاریخ ۲۲ اوت باهم روبرو شدند و برای شش روز روس‌ها که از نظر تعداد نفرات برتری داشتند، به موفقیت‌هایی دست یافتند. با این حال، تا تاریخ ۲۹ اوت، آلمان‌ها ارتش دوم سامسنوف را در جنگل‌های بین آلنشتاین و ویلنبرگ محاصره کردند. نبردی که در پی آن رخ داد، توسط هیندنبورگ نبرد تاننبرگ نامگذاری شد، تا شکست شوالیه‌های توتونیک توسط پادشاهی لهستان و دوک بزرگ لیتوانی که پنج قرن پیش در همان مکان رخ داده بود، جبران شود.

### عقب‌نشینی و مرگ
سامسنوف سعی در عقب‌نشینی داشت، در حالی که ارتش او در محاصره آلمان‌ها گرفتار شده بود و نیروهای آلمانی بیشتر نیروهای وی را کشته یا اسیر کرده بودند. تنها ۱۰۰۰۰ نفر از ۱۵۰۰۰۰ سرباز روسی موفق به فرار از محاصره شدند. حداقل ۹۲۰۰۰ سرباز روسی اسیر شدند و بین ۳۰۰ تا ۵۰۰ اسلحه سنگین از مجموع ۶۰۰ اسلحه سنگین ارتش دوم روسیه توسط آلمان‌ها به غنیمت گرفته شد. در این نبرد به‌طور تخمینی بیش از ۳۰۰۰۰ سرباز روسی کشته یا مفقود شدند.
سامسنوف و گروه کمی از افسران ستادی و سربازان روس در تاریکی شب ۲۹ اوت، ابتدا با اسب و سپس با پای پیاده، از روی زمین باتلاقی، سعی در فرار از محاصره داشتند. بارها و بارها از سامسنوف شنیده شد که می‌گوید " تزار به من اعتماد کرد. چگونه می‌توانم پس از چنین فاجعه ای با او روبرو شوم؟ " آنها اواخر شب به شهر ویلنبرگ رسیدند، اما متوجه شدند که این شهر توسط آلمان‌ها تسخیر شده‌است. تقریباً در ساعت ۱ بامداد ۳۰ اوت، سامسونف از گروه خود جدا شده و به جنگل فرار کرده و با شلیک گلوله خودکشی نمود. روس‌ها نتوانستند جسد وی را در تاریکی پیدا کنند، اما سرانجام توانستند خود را به محلی ایمن برسانند.
سرانجام یک گروه جستجوی آلمانی جسد سامسنوف را در حالی که بر اثر شلیک گلوله از ناحیه سر آسیب دیده و یک هفت تیر در دستش بود، در جنگل مجاور پیدا کرد. آلمانی‌ها سامسنوف را در ویلنبرگ به خاک سپردند. در سال ۱۹۱۶، با میانجی‌گری صلیب سرخ بین‌المللی، آلمانی‌ها جسد ژنرال سامسنوف را به بیوه وی منتقل کردند تا در روسیه به خاک سپرده شود.

## افتخارات
- نشان آنای مقدس، چهارمین درجه (۱۸۷۷)
- نشان استانیلاس مقدس، سومین درجه (۱۸۸۰)
- نشان آنای مقدس، سومین درجه (۱۸۸۵)
- نشان استانیسلاس مقدس، دومین درجه (۱۸۸۹)
- نشان آنای مقدس، دومین درجه (۱۸۹۲)
- نشان ولادیمیر مقدس، چهارمین درجه (۱۸۹۶)
- نشان ولادیمیر مقدس، سومین درجه (۱۹۰۰)
- نشان استانیسلاس مقدس، اولین درجه همراه با شمشیر(۱۹۰۴)
- نشان آنای مقدس، اولین درجه (۱۹۰۵)
- شمشیر طلایی جورج مقدس (۱۹۰۶)
- نشان ولادیمیر مقدس، دومین درجه (۱۹۰۶)
- نشان جورج مقدس، چهارمین کلاس (۱۹۰۷)
- نشان عقاب سپید همراه با شمشیر (۱۹۰۹)
- نشان الکساندر نوسکی مقدس (۱۹۱۳)

## کتابشناسی - فهرست کتب
- Connaughton , RM (1988). جنگ طلوع آفتاب و خرس غلت خورده - یک تاریخچه نظامی از جنگ روسیه و ژاپن ۱۹۰۴–۵، لندنشابک ‎۰-۴۱۵-۰۰۹۰۶-۵.
- Jukes , Geoffry. جنگ روسیه و ژاپن 1904–1905. Osprey Essential Histories. (۲۰۰۲).شابک ‎۹۷۸−۱−۸۴۱۷۶−۴۴۶−۷شابک 978-1-84176-446-7.
- وارنر، دنیس و پگی. جزر و مد در طلوع آفتاب، تاریخچه جنگ روسیه و ژاپن ۱۹۰۴–۱۹۰۵. (۱۹۷۵)شابک ‎۰−۷۱۴۶−۵۲۵۶−۳شابک 0-7146-5256-3.